# Nedeljka Šarčević
Nedeljka A. Šarčević (Subotica, 1948.) hrvatska književnica iz Vojvodine. 

## Ukratko
Piše i sklada poeziju za djecu. Pjesme je objavljivala u Subotičkoj Danici, a djela su joj izašla u zbirkama pučkih pjesnika vojvođanskih Hrvata Lira naiva, gdje redovno sudjeluje. 
Osim pjesničkog rada, bavi se i slikarstvom i slamarskom tehnikom u HKC Bunjevačko kolo,  gdje je i članicom Upravnog odbora. Danas je voditeljica likovnog odjela HKC-a Bunjevačko kolo.
Voditeljica je literarne sekcije subotičke Hrvatske čitaonice "Lire naive".

Članica je upravnog odbora Kluba pjesnika Orfej iz Subotice.

## Djela
- Što bi bilo kad bi bilo, zbirka pjesama, 1996.
- Disnotor i prelo (slikovnica i pjesme) - 2007. (ilustrirala: Cilika Dulić Kasiba)

- "Pčesa", izdanje Kulturno-istorijskog društva iz Novog Sada (suautorica)

## Nagrade
Druga nagrada na Velikom prelu u Subotici na izboru za naljepšu preljsku pjesmu.
Na Festivalu bunjevački pisama, za najbolju debitanticu je izabrana Ivana Stipić, koja je izvodila pjesmu "Nema te više" za koju je napisala tekst i glazbu Nedeljka Šarčević. 

## Vanjske poveznice
- Radio-Subotica  Arhivirana inačica izvorne stranice od 21. listopada 2007. (Wayback Machine), Knjiška produkcija vojvođanskih Hrvata u 2007.
- Suboticke.net  Arhivirana inačica izvorne stranice od 30. listopada 2007. (Wayback Machine) Dva sata poezije
- Zvonik br. 170  Arhivirana inačica izvorne stranice od 23. travnja 2009. (Wayback Machine) Predstavljena Hrvatska čitaonica u Zemunu
- (srp.) Nedeljka Šarčević  Arhivirana inačica izvorne stranice od 16. veljače 2015. (Wayback Machine), Klup pjesnika Orfej